# Риуде
Ри́уде (ест. Rõude küla) — село в Естонії, у волості Ляене-Ніґула повіту Ляенемаа.

## Населення
Чисельність населення на 31 грудня 2011 року становила 75 осіб.

## Географія
Поблизу села проходить автошлях 31 (Хаапсалу — Лайкюла).

## Історія
До 21 жовтня 2017 року село входило до складу волості Мартна.